# Serafin (Joantă)
Serafin, imię świeckie Romul Joantă (ur. 4 września 1948 w Boholț) – rumuński duchowny prawosławny posługujący w Niemczech, od 1994 metropolita Niemiec oraz Europy Środkowej i Północnej.

## Życiorys
Święcenia prezbiteratu przyjął w 1974 r. 11 marca 1990 otrzymał chirotonię biskupią. Od 1994 r. jest metropolitą Niemiec oraz Europy Środkowej i Północnej.
W czerwcu 2016 r. był członkiem delegacji Patriarchatu Rumuńskiego na Święty i Wielki Sobór Kościoła Prawosławnego.